# Al-Masry
Al-Masry Sporting Club (arapski: النادي المصري للألعاب الرياضية‎), kraće Al-Masry, je egipatski nogometni klub iz Port Saida. 

## Povijest
Osnovan je 1920. kao klub predstavnika Port Saida.

## Uspjesi
Ukupno naslova: 22.

### Interkontinentalni
- Arapski Kup pobjednika kupova
  - Brončana medalja, 1998./1999.

### Nacionalni

#### Liga
- Liga Kanal
  - Pobjednici (17) :1931./32., 1932./33., 1933./34., 1934./35., 1935./36., 1936./37., 1937./38., 1938./39., 1939./40., 1940./41., 1941./42., 1942./43., 1943./44., 1944./45., 1945./46., 1946./47., 1947./48. (rekord)

#### Kup
- Egipatski kup
  - Pobjednici (1) : 1998.
- Kup Sultana Hussein
  - Pobjednici (3): 1933., 1934., 1937.
- Kup El-Ittihad el tanshiteya
  - Pobjednici (1) : 1992.

## Vanjske poveznice
- Službena stranica